# Paisac (Ardecha)
Payzac és un municipi francès situat al departament de l'Ardecha i a la regió d'Alvèrnia-Roine-Alps. L'any 2007 tenia 466 habitants.

## Demografia

### Població
El 2007 la població de fet de Payzac era de 466 persones. Hi havia 216 famílies de les quals 82 eren unipersonals (30 homes vivint sols i 52 dones vivint soles), 69 parelles sense fills, 39 parelles amb fills i 26 famílies monoparentals amb fills.
La població ha evolucionat segons el següent gràfic:
Habitants censats

### Habitatges
El 2007 hi havia 392 habitatges, 221 eren l'habitatge principal de la família, 156 eren segones residències i 15 estaven desocupats. 338 eren cases i 23 eren apartaments. Dels 221 habitatges principals, 194 estaven ocupats pels seus propietaris, 15 estaven llogats i ocupats pels llogaters i 12 estaven cedits a títol gratuït; 22 tenien una cambra, 23 en tenien dues, 43 en tenien tres, 46 en tenien quatre i 87 en tenien cinc o més. 162 habitatges disposaven pel capbaix d'una plaça de pàrquing. A 110 habitatges hi havia un automòbil i a 66 n'hi havia dos o més.

### Piràmide de població
La piràmide de població per edats i sexe el 2009 era:
| Homes | Edats   | Dones |
| ----- | ------- | ----- |
| 0     | 95 o +  | 4     |
| 0     | 90 a 94 | 4     |
| 8     | 85 a 89 | 4     |
| 0     | 80 a 84 | 8     |
| 12    | 75 a 79 | 20    |
| 0     | 70 a 74 | 4     |
| 16    | 65 a 69 | 16    |
| 16    | 60 a 64 | 24    |
| 8     | 55 a 59 | 4     |
| 12    | 50 a 54 | 12    |
| 12    | 45 a 49 | 4     |
| 24    | 40 a 44 | 20    |
| 4     | 35 a 39 | 8     |
| 8     | 30 a 34 | 4     |
| 4     | 25 a 29 | 8     |
| 8     | 20 a 24 | 0     |
| 0     | 15 a 19 | 16    |
| 8     | 10 a 14 | 32    |
| 16    | 5 a 9   | 12    |
| 4     | 0 a 4   | 12    |

## Economia
El 2007 la població en edat de treballar era de 266 persones, 167 eren actives i 99 eren inactives. De les 167 persones actives 143 estaven ocupades (69 homes i 74 dones) i 24 estaven aturades (11 homes i 13 dones). De les 99 persones inactives 53 estaven jubilades, 15 estaven estudiant i 31 estaven classificades com a «altres inactius».

### Ingressos
El 2009 a Payzac hi havia 179 unitats fiscals que integraven 404 persones, la mediana anual d'ingressos fiscals per persona era de 14.715,5 €.

### Activitats econòmiques
Dels 20 establiments que hi havia el 2007, 4 eren d'empreses alimentàries, 9 d'empreses de construcció, 1 d'una empresa de comerç i reparació d'automòbils, 1 d'una empresa d'hostatgeria i restauració, 2 d'empreses immobiliàries, 1 d'una empresa de serveis, 1 d'una entitat de l'administració pública i 1 d'una empresa classificada com a «altres activitats de serveis».
Dels 7 establiments de servei als particulars que hi havia el 2009, 2 eren paletes, 1 guixaire pintor, 1 fusteria, 1 lampisteria i 2 electricistes.
Els 3 establiments comercials que hi havia el 2009 eren fleques.
L'any 2000 a Payzac hi havia 28 explotacions agrícoles que ocupaven un total de 81 hectàrees.

## Equipaments sanitaris i escolars
El 2009 hi havia una escola elemental.

## Poblacions més properes
El següent diagrama mostra les poblacions més properes.